# Senneville-sur-Fécamp
Pour les articles homonymes, voir Senneville.
Senneville-sur-Fécamp est une commune française située dans le département de la Seine-Maritime en région Normandie.

## Géographie

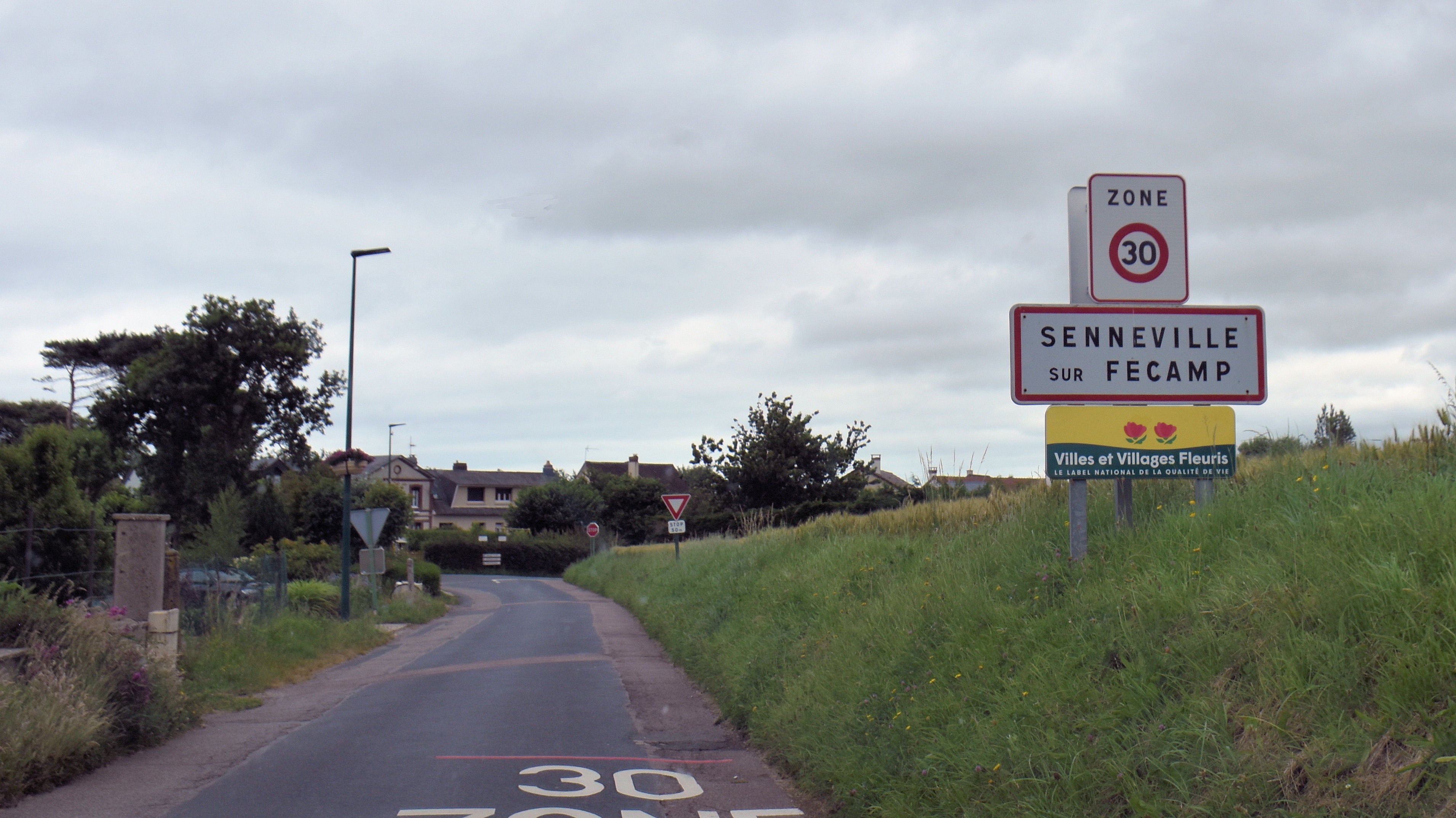
Une entrée du village.

### Description
Village du pays de Caux situé sur la partie de la côte normande dite côte d'Albâtre près de Fécamp.

### Communes limitrophes
| Manche |                       | Életot                   |
|        | Senneville-sur-Fécamp |                          |
| Fécamp | Fécamp                | Sainte-Hélène-Bondeville |

### Hydrographie
La commune est située dans le bassin Seine-Normandie. Elle n'est drainée par aucun cours d'eau,.

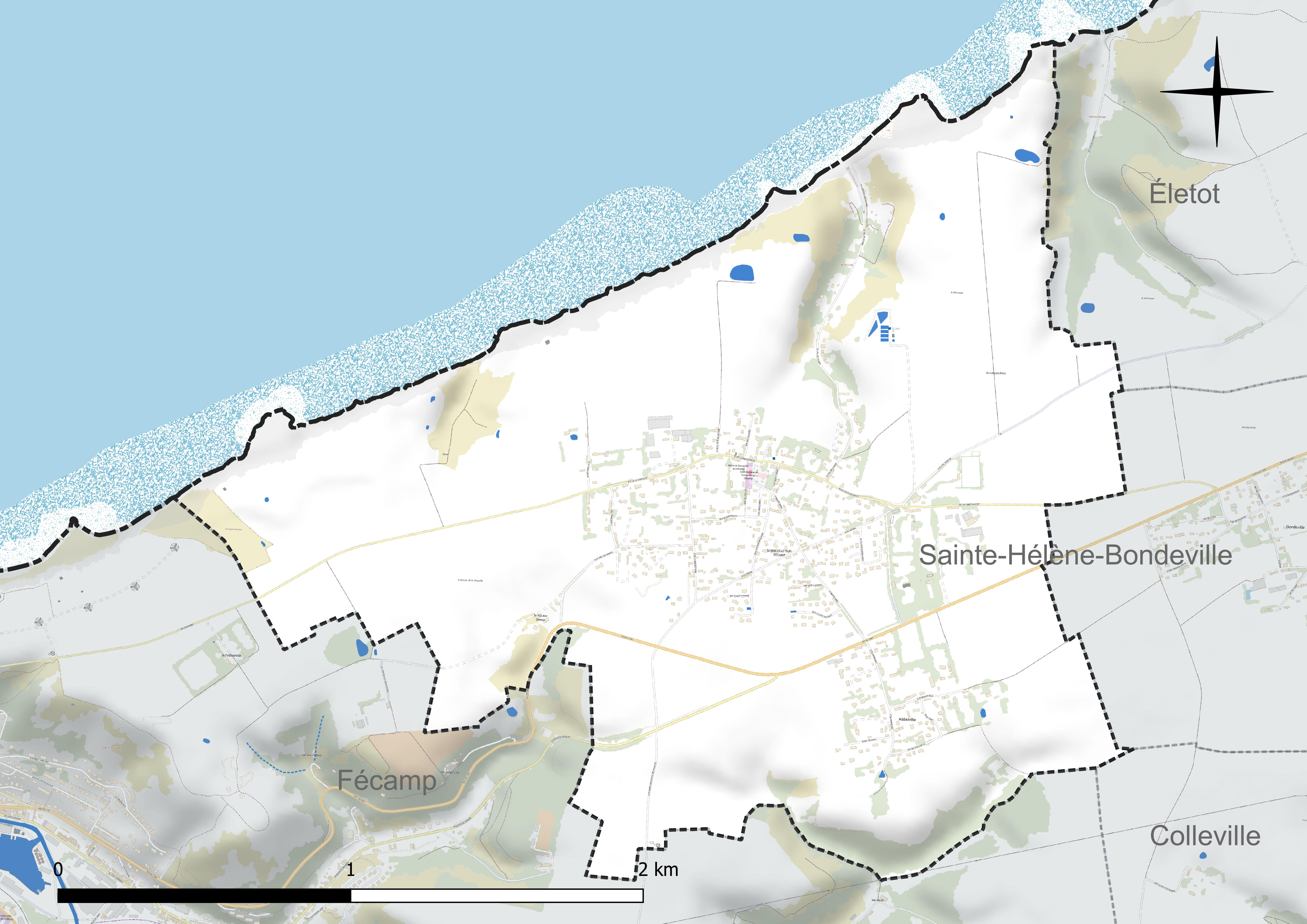
Réseau hydrographique de Senneville-sur-Fécamp.

### Climat
Pour des articles plus généraux, voir Climat de la Normandie et Climat de la Seine-Maritime.

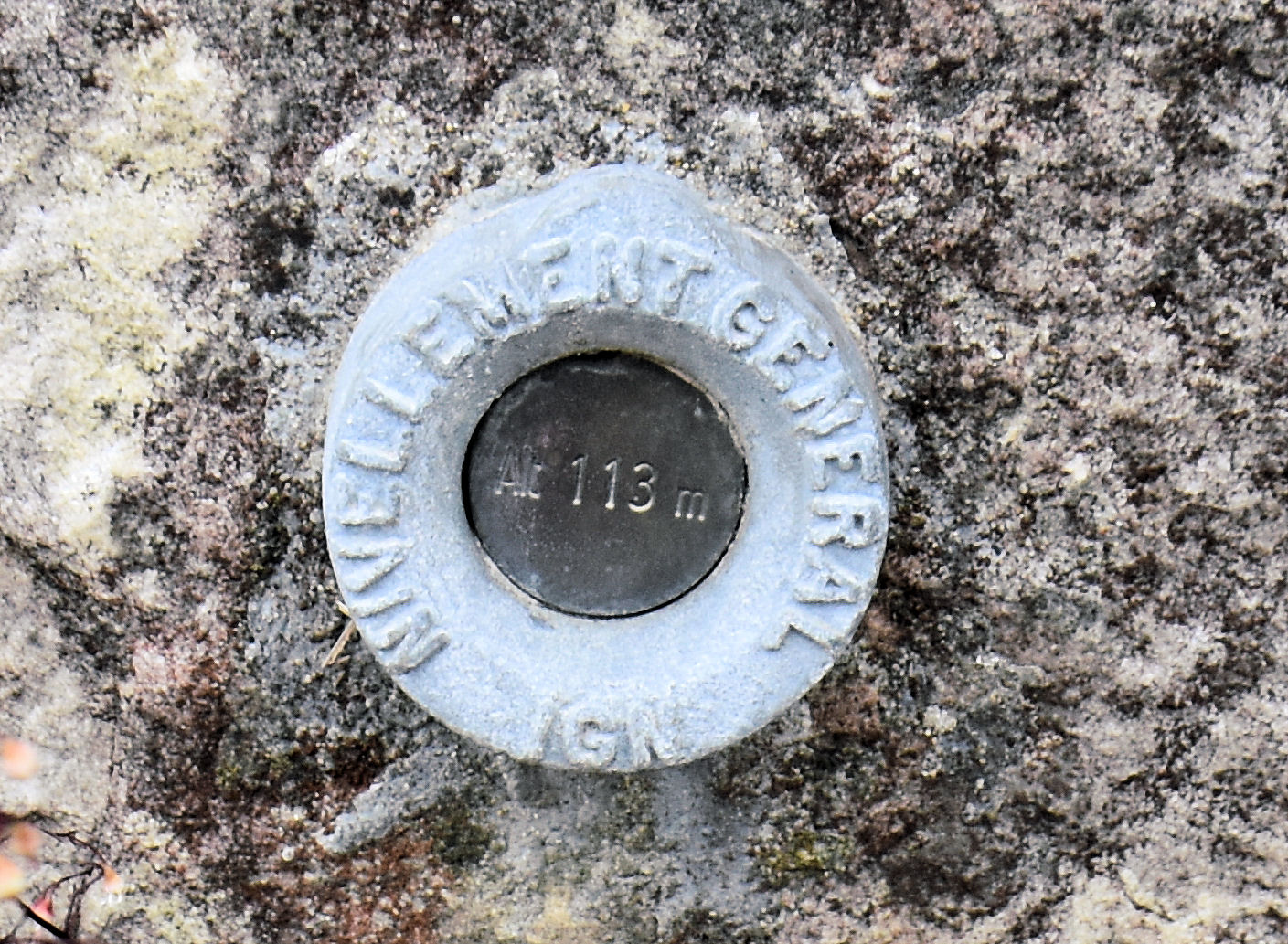
Borne de nivellement sur le mur de l'église- Altitude 113 m

En 2010, le climat de la commune est de type climat océanique franc, selon une étude du CNRS s'appuyant sur une série de données couvrant la période 1971-2000. En 2020, Météo-France publie une typologie des climats de la France métropolitaine dans laquelle la commune est exposée à un climat océanique et est dans la région climatique Côtes de la Manche orientale, caractérisée par un faible ensoleillement (1 550 h/an) ; forte humidité de l’air (plus de 20 h/jour avec humidité relative > 80 % en hiver), vents forts fréquents. Parallèlement le GIEC normand, un groupe régional d’experts sur le climat, différencie quant à lui, dans une étude de 2020, trois grands types de climats pour la région Normandie, nuancés à une échelle plus fine par les facteurs géographiques locaux. La commune est, selon ce zonage, exposée à un « climat maritime », correspondant au Pays de Caux, frais, humide et pluvieux, légèrement plus frais que dans le Cotentin.
Pour la période 1971-2000, la température annuelle moyenne est de 10,6 °C, avec une amplitude thermique annuelle de 12,8 °C. Le cumul annuel moyen de précipitations est de 899 mm, avec 12,9 jours de précipitations en janvier et 8,3 jours en juillet. Pour la période 1991-2020, la température moyenne annuelle observée sur la station météorologique la plus proche, située sur la commune d'Ectot-lès-Baons à 32 km à vol d'oiseau, est de 10,8 °C et le cumul annuel moyen de précipitations est de 905,5 mm,. Pour l'avenir, les paramètres climatiques de la commune estimés pour 2050 selon différents scénarios d'émission de gaz à effet de serre sont consultables sur un site dédié publié par Météo-France en novembre 2022.

## Urbanisme

### Typologie
Au 1er janvier 2024, Senneville-sur-Fécamp est catégorisée commune rurale à habitat dispersé, selon la nouvelle grille communale de densité à sept niveaux définie par l'Insee en 2022.
Elle est située hors unité urbaine. Par ailleurs la commune fait partie de l'aire d'attraction de Fécamp, dont elle est une commune de la couronne,. Cette aire, qui regroupe 26 communes, est catégorisée dans les aires de moins de 50 000 habitants,.
La commune, bordée par la Manche, est également une commune littorale au sens de la loi du 3 janvier 1986, dite loi littoral. Des dispositions spécifiques d’urbanisme s’y appliquent dès lors afin de préserver les espaces naturels, les sites, les paysages et l’équilibre écologique du littoral, tel le principe d'inconstructibilité, en dehors des espaces urbanisés, sur la bande littorale des 100 mètres, ou plus si le plan local d’urbanisme le prévoit.

### Occupation des sols
L'occupation des sols de la commune, telle qu'elle ressort de la base de données européenne d’occupation biophysique des sols Corine Land Cover (CLC), est marquée par l'importance des territoires agricoles (80,6 % en 2018), en diminution par rapport à 1990 (87,6 %). La répartition détaillée en 2018 est la suivante :
terres arables (68,6 %), zones urbanisées (15,6 %), zones agricoles hétérogènes (12 %), zones humides côtières (2,6 %), forêts (1,1 %). L'évolution de l’occupation des sols de la commune et de ses infrastructures peut être observée sur les différentes représentations cartographiques du territoire : la carte de Cassini (XVIIIe siècle), la carte d'état-major (1820-1866) et les cartes ou photos aériennes de l'IGN pour la période actuelle (1950 à aujourd'hui).

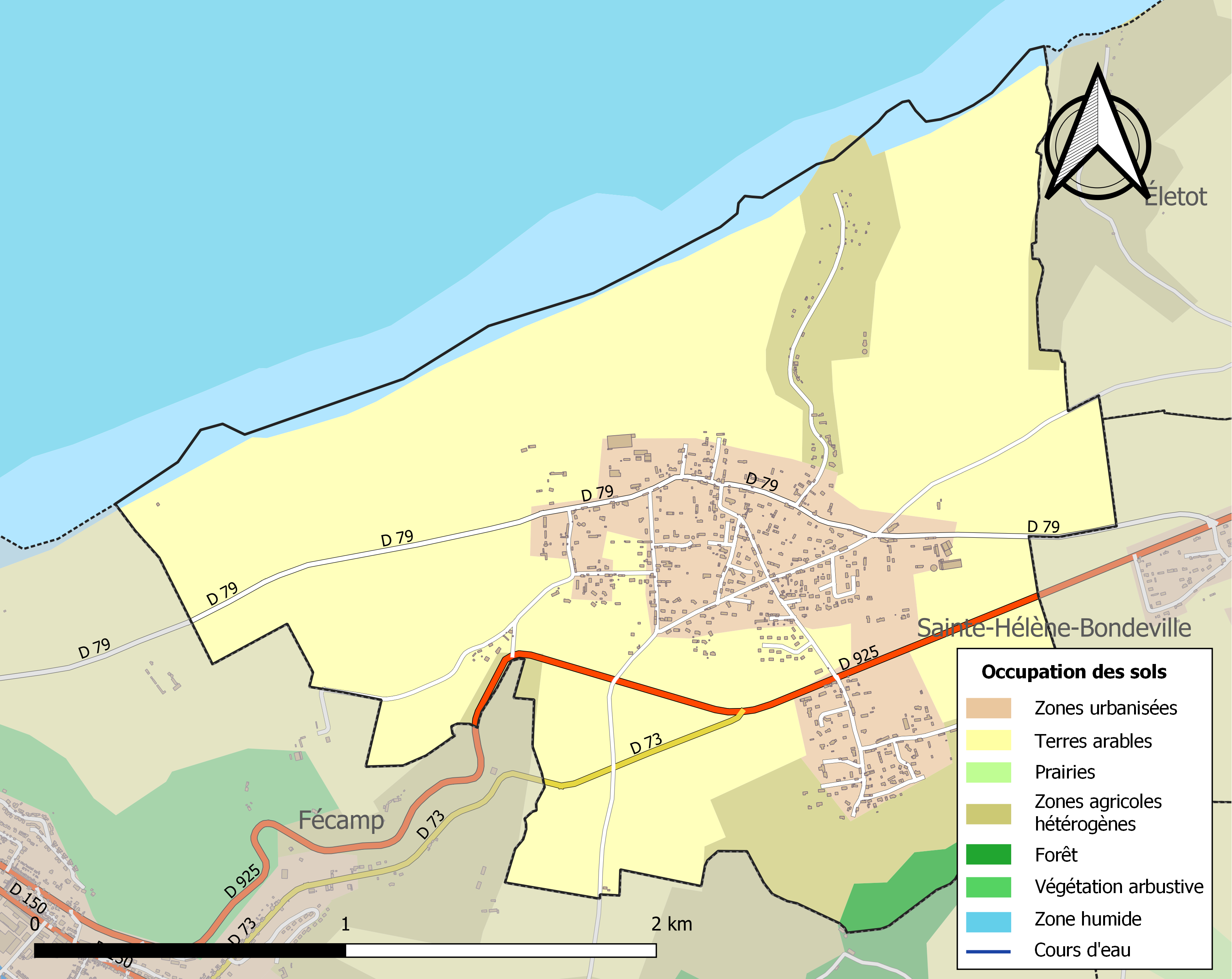
Carte des infrastructures et de l'occupation des sols de la commune en 2018 (CLC).

## Toponymie
Le lieu est attesté sous les formes Sone villa ou Sonevilla en 1025, Seigneville vers 1119, Seneville en 1154.
Il s'agit d'une formation toponymique médiévale en -ville au sens ancien de « domaine rural », précédé d'un anthroponyme ou d'un adjectif.
Étant donné l'absence de formes anciennes suffisamment déterminantes, il est difficile de connaître la nature du premier élément.
Selon François de Beaurepaire, la forme de 1025 n'est pas assurée. En effet, il est difficile d'admettre une évolution phonétique Sone-> Se(i)ne-.
En outre, il hésite à voir dans Senneville une « saine ville », comme Sainneville (Sanavilla 1145) et les différents Santerre (Picardie, Sana terra 881), Sanroy (Criel-sur-Mer, Sanrei fin XIIe siècle < *Sana rito) qui contiennent manifestement l'adjectif gallo-roman SANA > sain, ce qui n'est pas le cas ici.
Statistiquement, les noms de lieux en -ville composés avec un anthroponyme représentent plus des ¾ de ce type de formation toponymique, il est donc préférable de privilégier cette autre solution.
Il existe par ailleurs un Senneville (Eure-et-Loir, Sesni villa 1080, Senni villa 1121, Senesvilla 1109), dont Ernest Nègre analyse le premier élément comme étant le nom de personne germanique Saxo (aussi Sahso). Cependant, dans la Beauce les noms en -ville conservent le -(o)n de l'ancien cas régime, ce qui n'est généralement pas le cas en Normandie. À moins que Senneville-sur-Fécamp soit une formation basée effectivement sur le mot SAXONE > Saisne> Sesne, Cesne « saxon », bien attesté dans l'onomastique normande (cf. le Val aux Cesnes ou le nom de famille Lecesne).
À l'appui supplémentaire de cette hypothèse, il existe en pays de Caux une formation au cas régime bien identifiée dans Vassonville (Vassunville 1088) qui contient l'anthroponyme germanique Wasso, qui normalement aurait dû donner *Vasseville et qui se perpétue dans l'anthroponyme Vasse (cf. Wace), plus rarement Vasson ou Gasson.
Fécamp est une des villes voisines.

## Histoire

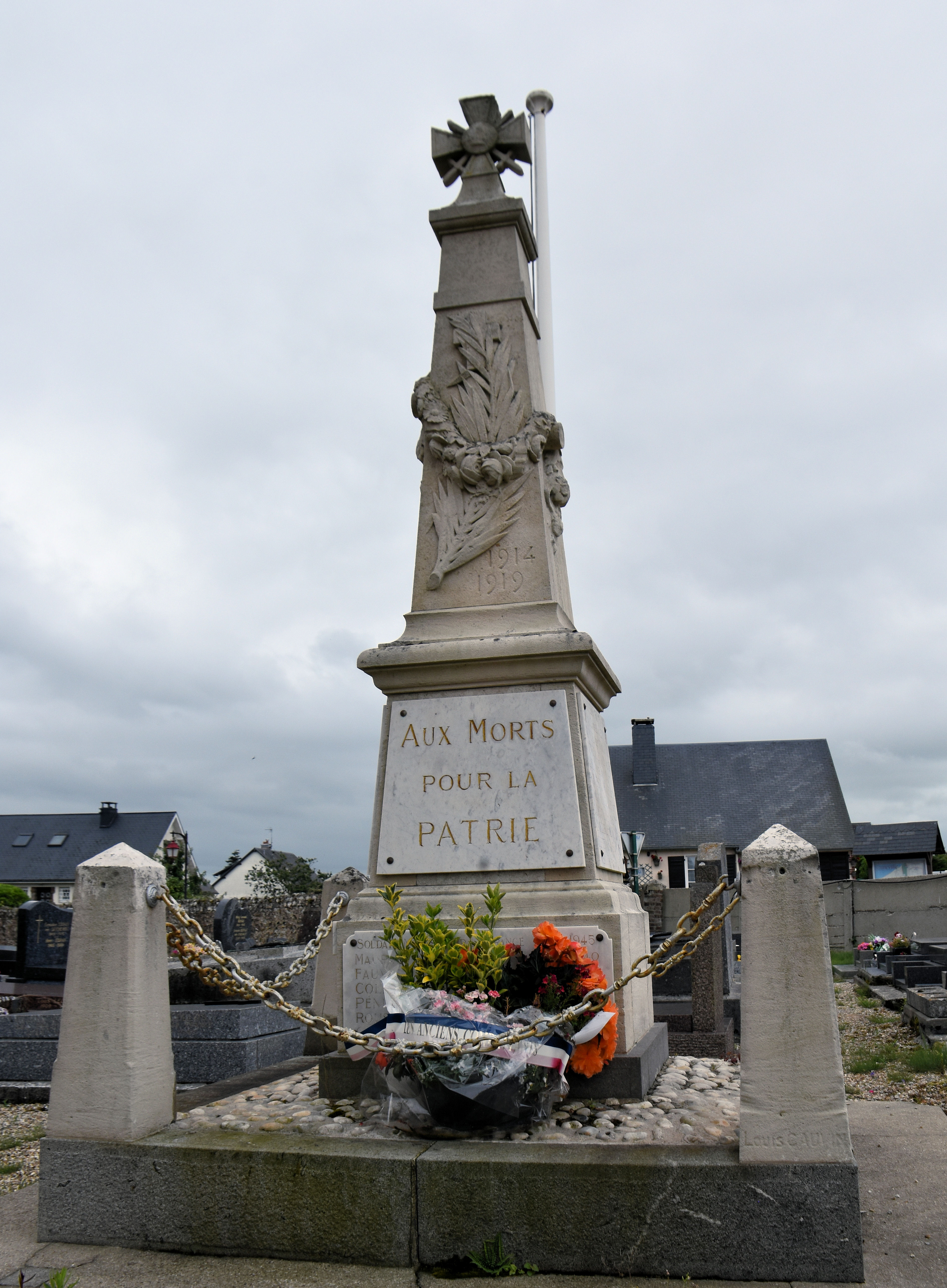
Le monument aux morts.

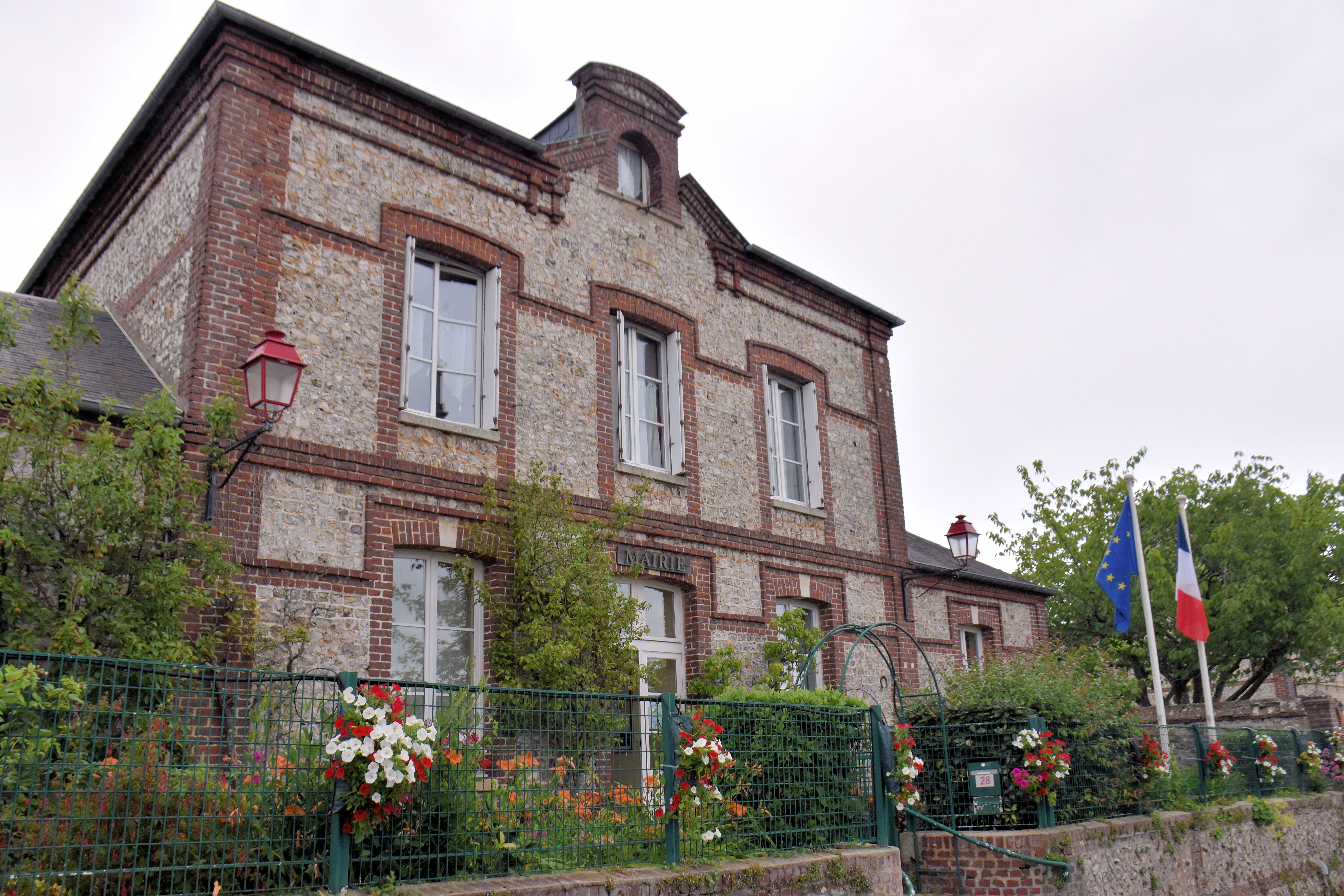
La mairie.

Le village de Senneville-sur-Fécamp a donné son nom à Senneville, ville du Québec. Jacques Le Ber (marchand), colon français en Nouvelle-France, achète un terrain qu'il baptise Senneville, en 1683, en honneur à sa Normandie natale, et donc à Senneville-sur-Fécamp.

## Politique et administration

### Liste des maires
| Période                                  | Période                    | Identité                          | Étiquette | Qualité |
| ---------------------------------------- | -------------------------- | --------------------------------- | --------- | --- |
| Les données manquantes sont à compléter. |                            |                                   |           | |
|                                          | 1846                       | Louis Anquetil                    |           | |
|                                          |                            | Jules Allard                      |           | |
|                                          |                            | Louis de Robillard de Beaurepaire |           | |
| 1940                                     |                            | Georges Gobbé                     |           | |
| avant 1988                               |                            | Bernard Lebreton                  |           | |
| Les données manquantes sont à compléter. |                            |                                   |           | |
| mars 2001                                | En cours (au 10 août 2020) | Pascal Lecourt                    |           | Retraité de la Caisse d'épargne Vice-président de la CA Fécamp Caux Littoral Agglomération (2020 → ) Réélu pour le mandat 2020-2026, |

### Distinctions et labels
La commune a obtenu en 2019 sa première Fleur au Concours des villes et villages fleuris.

## Démographie
L'évolution du nombre d'habitants est connue à travers les recensements de la population effectués dans la commune depuis 1793. Pour les communes de moins de 10 000 habitants, une enquête de recensement portant sur toute la population est réalisée tous les cinq ans, les populations de référence des années intermédiaires étant quant à elles estimées par interpolation ou extrapolation. Pour la commune, le premier recensement exhaustif entrant dans le cadre du nouveau dispositif a été réalisé en 2007.

En 2022, la commune comptait 875 habitants, en évolution de +1,04 % par rapport à 2016 (Seine-Maritime : +0,35 %, France hors Mayotte : +2,11 %).
| 1793 | 1800 | 1806 | 1821 | 1831 | 1836 | 1841 | 1846 | 1851 |
| ---- | ---- | ---- | ---- | ---- | ---- | ---- | ---- | ---- |
| 492  | 619  | 554  | 610  | 678  | 713  | 705  | 677  | 685  |

| 1856 | 1861 | 1866 | 1872 | 1876 | 1881 | 1886 | 1891 | 1896 |
| ---- | ---- | ---- | ---- | ---- | ---- | ---- | ---- | ---- |
| 592  | 672  | 669  | 660  | 697  | 656  | 741  | 805  | 790  |

| 1901 | 1906 | 1911 | 1921 | 1926 | 1931 | 1936 | 1946 | 1954 |
| ---- | ---- | ---- | ---- | ---- | ---- | ---- | ---- | ---- |
| 786  | 765  | 776  | 681  | 655  | 624  | 566  | 553  | 590  |

| 1962 | 1968 | 1975 | 1982 | 1990 | 1999 | 2006 | 2007 | 2012 |
| ---- | ---- | ---- | ---- | ---- | ---- | ---- | ---- | ---- |
| 538  | 527  | 533  | 540  | 565  | 628  | 752  | 770  | 813  |

| 2017 | 2022 | - | - | - | - | - | - | - |
| ---- | ---- | - | - | - | - | - | - | - |
| 882  | 875  | - | - | - | - | - | - | - |

## Culture locale et patrimoine

### Lieux et monuments
- Église Sainte-Anne.

### Personnalités liées à la commune
Jeanne Loviton, muse de Paul Valéry, y posséda une résidence dont elle confia la décoration intérieure à l'antiquaire et décoratrice parisienne Madeleine Castaing.

### Senneville-sur-Fécamp dans les arts
Senneville a laissé sa trace dans l'histoire au travers d'un chant de marin, puisque l'un d'eux s'intitule Les Gars de Senneville.
Paroles :
Ce sont les gars de Senneville,

Ah ! ce sont de bons enfants

Ils ont fait faire un navire

J'aime la belle endormie

Pour aller sur le grand banc

J'aime la belle en dormant

la mâture était d'ivoire

Et la coque était d'argent

Il y avait sur ce navire

J'aime la belle Pamyre

Une jeune fille qui pleurait tant

J'aime la belle en dormant

le capitaine du navire

Mit la main sur ses bas blancs

Tout doux tout doux capitaine

J'aime la belle Marjolaine

Vous n'irez pas plus avant

J'aime la belle en dormant

Vous avez eu mon pucelage

Mais je n'ai pas eu votre argent

Galant fouille dans sa pouquette

J'aime la belle Mariette

lui donne dix écus comptant

J'aime la belle en dormant

### Héraldique
| Armes de Senneville-sur-Fécamp | Les armes de la commune de Senneville-sur-Fécamp se blasonnent ainsi : Écartelé au 1) et au 4) échiqueté d'azur et d'or, au 2) d'azur au crabe d'or, au 3) d'azur aux deux épis de blé passés en sautoir ; à la croix d'argent brochant sur la partition ; sur le tout de gueules à la croix latine au pied perronné d'or. |

## Pour approfondir